# Surfisktjärnarna
Surfisktjärnarna är varandra näraliggande sjöar i Strömsunds kommun i Jämtland och ingår i Ångermanälvens huvudavrinningsområde.
- Surfisktjärnarna (Ströms socken, Jämtland, 714713-146184), sjö i Strömsunds kommun, 64°25′39″N 15°00′47″Ö / 64.4276°N 15.013°Ö
- Surfisktjärnarna (Ströms socken, Jämtland, 714725-146193), sjö i Strömsunds kommun, 64°25′43″N 15°00′53″Ö / 64.4287°N 15.0148°Ö
- Surfisktjärnarna (Ströms socken, Jämtland, 714746-146179), sjö i Strömsunds kommun, 64°25′50″N 15°00′42″Ö / 64.4305°N 15.0118°Ö
- Surfisktjärnarna (Ströms socken, Jämtland, 714760-146196), sjö i Strömsunds kommun, 64°25′54″N 15°00′55″Ö / 64.4318°N 15.0153°Ö
- Surfisktjärnarna (Ströms socken, Jämtland, 714766-146141), sjö i Strömsunds kommun, 64°25′56″N 15°00′14″Ö / 64.4323°N 15.0039°Ö